# Sazovice
Sazovice (deutsch Sasowitz, früher Sazowitz) ist eine Gemeinde in Tschechien. Sie liegt acht Kilometer westlich von Zlín und gehört zum Okres Zlín.

## Geographie
Sazovice befindet sich in den westlichen Ausläufern des Wisowitzer Berglandes am Übergang zur Obermährischen Senke (Hornomoravský úval). Das Dorf erstreckt sich oberhalb der Einmündung des Baches Machovka am linken Ufer der Racková, der als Tor zur Hanna bezeichnet wird. Nordöstlich erheben sich der Holý kopec (313 m), die Skála (344 m), der Hřeben (399 m) und die Vinohrádky (301 m), im Südwesten der Havránkov (252 m) und nordwestlich die Korbele (281 m). Gegen Osten befindet sich an den Vinohrádky ein Sportflugplatz.
Nachbarorte sind Mysločovice im Norden, Hostišová im Nordosten, Zbožensko im Osten, Lhotka und Tečovice im Südosten, Malenovice im Süden, Kvítkovice, Otrokovice, Buňov und Bahňák im Südwesten, Terezov und Kvasice im Westen sowie Tlumačov und Machová im Nordwesten.

## Geschichte
Archäologische Funde belegen eine Besiedlung auf dem Gemeindegebiet seit der Jungsteinzeit. Die erste schriftliche Erwähnung des Ortes erfolgte 1362 im Zusammenhang mit dem hier ansässigen Kleinadelsgeschlecht der Wznatky in Sazowitz. Besitzer des Dorfes waren jedoch die Herren von Sternberg. Im Jahre 1373 verkaufte Johann von Sternberg auf Holešov und Količín das Dorf Zazowicz an Bohušek von Sazovice. Drei Jahre später kauften Albrecht und Peter Holický von Sternberg Bohušek das Dorf wieder ab und schlugen es ihrer Herrschaft Količín zu. Nach dem Tode von Peter Holický von Sternberg verkauften dessen Erben Peter von Krawarn und Marquart von Sternberg 1397 die Burg Količín mit den Dörfern Blazice, Hostišová, Količín, Lechotice, Machová, Markov, Meziříčí, Míškovice, Mysločovice, Racková, Zazowicz, Syrotsko und Žeranovice an Zdenko V. von Sternberg auf Lukov. Dabei wurden auch die in der Umgebung von Zazowicz gelegenen wüsten Dörfer Bunějov, Kračenovice und Kozinec genannt. Im Jahre 1437 verkauften die Brüder Jiřík und Lacek Lukovský von Sternberg das Gut Sazowicze an die reiche Bürgerswitwe Anna aus Napajedla. Später gehörte das Dorf dem Hradischer Bürger Mikuš, dessen Erben es 1447 an Peter Stojan von Přestavlk verkauften. Sein Sohn Wenzel Stojan von Věžky veräußerte das Gut um 1500 an den Vladiken Ctibor von Dobrčice. Ihn beerbte sein Bruder Vítek von Dobrčice, der Sazowicze seiner Güteradministration Říkovice unterstellte. Dessen gleichnamiger Sohn trennte Sazowicze 1547 wieder von Říkovice ab und verkaufte es an Wenzel Tettauer von Tettau auf Malenovice. Im Jahre 1570 wurde Sazowicze wieder von Malenovice abgetrennt und der Herrschaft Otrokovice zugeschlagen. Nachdem Christoph Podstatzky von Prusinowitz 1647 Otrokovice für 34.000 Gulden an Johann von Rottal verkauft hatte, schloss dieser zwei Jahre später Otrokovice mit allem Zubehör an die Herrschaft Napajedla an. Infolge des Dreißigjährigen Krieges und der nachfolgenden Türkeninvasionen verödete das Dorf. Zur Wiederbesiedlung der verlassenen Gehöfte holte Johann von Rottal schlesische Siedler ins Land. 1676 gab Julius von Rottal einem Gesuch der Untertanen aus Otrokovice, Kvítkovice und Sazovice um Reduzierung der täglichen Fron auf drei Wochentage statt. Im Jahre 1715 lebten in Sazowicze 166 Personen. Der Ausbruch der Cholera von 1831 in der Pfarre Mysločovice forderte auch in Sazovice zahlreiche Opfer. Bis zur Mitte des 19. Jahrhunderts blieb der Ort nach Napajedla untertänig.
Nach der Aufhebung der Patrimonialherrschaften bildete Sazovice / Sazowitz ab 1850 eine Gemeinde in der Bezirkshauptmannschaft Holešov. Die Bewohner lebten von der Landwirtschaft. Zwischen 1855 und 1868 gehörte die Gemeinde zum Bezirk Napajedla und danach zum Bezirk Uherské Hradiště. Seit der Parzellierung der herrschaftlichen Güter reichen die Fluren des Dorfes bis an die Skála. Im Jahre 1854 bestand das Dorf aus 28 Anwesen. Während des Deutschen Kriegs schleppten 1866 preußische Truppen erneut die Cholera ein. In den Jahren 1901 und 1902 brachen in Sazovice zwei Großbrände aus, in deren Folge sich 1903 die Freiwillige Feuerwehr bildete. Eine in dieser Zeit gegründete Ziegelei stellte bereits 1912 ihren Betrieb wieder ein. In der ersten Hälfte des 20. Jahrhunderts verdiente sich ein Teil der Einwohner seinen Lebensunterhalt durch Lohnarbeit in den Baťa-Werken Zlín und Otrokovice. 1921 erfolgte im nördlichen Teil des Dorfes die Regulierung des Baches Židelná, der zuvor größere Hochwasserschäden verursacht hatte. Nach der Bodenreform von 1924 wurde das Kataster um Fluren der Güter Malenovice und Napajedla erweitert. 1929 wurde Sazovice elektrifiziert. Während des Zweiten Weltkrieges operierten seit 1942 Partisanen in der Umgebung des Ortes. Diese schlossen sich 1943 zur Gruppe Jan Žižka zusammen. Am 3. Mai 1945 wurde das Dorf nach einem Nachkampf von der Rumänischen Armee eingenommen, dabei fielen auf Seiten der Rumänen 64 Soldaten. Nach Kriegsende übersiedelten im Herbst 1945 72 Einwohner in die Grenzgebiete. Ab 1950 gehörte Sazovice zum Okres Gottwaldov-okolí und ab 1960 zum Okres Gottwaldov, der seit 1990 wieder den Namen Okres Zlín trägt. Zwischen 1980 und 1990 war Sazovice zusammen mit Machová und Hostišová nach Mysločovice eingemeindet.

## Ortsgliederung
Für die Gemeinde Sazovice sind keine Ortsteile ausgewiesen.

## Sehenswürdigkeiten
- Glockenturm auf dem Dorfanger, erbaut 1780. Im Jahre 1947 wurde er neu aufgebaut.